# Свято-Николаевский храм (Чернещина)
Свято-Николаевский храм — православный храм в селе Чернещина, Боровского района, Харьковской области. Храм построен в 1995—2000 годах. Освящён епископом Изюмским Онуфрием 5 ноября 2000 года.
Это самый больший церковный комплекс, построенный в Харьковской области за время независимости Украины.

## Расположение
Храм расположен на краю Боровского района на окраине села Чернещина на улице Центральной. Координаты: 49.319412, 37.842037.

## История
Община была образована 31 мая 1994 года. Первый камень будущего храма освятил 22 мая 1995 года митрополит Харьковский и Богодуховский Никодим. При храме действует воскресная школа, музыкальная школа, библиотека. Сейчас, на территории храма ведётся строительство Свято-Владимирской колокольни.

## Описание
Свято-Николаевский храм построен в стиле украинского барокко. На территории храма идет строительство колокольни.
В нём отмечают день перенесения мощей святителя и чудотворца Николая. Священнослужителем храма является Иеромонах Афанасий (Андрей Викторович) Бельчиков.

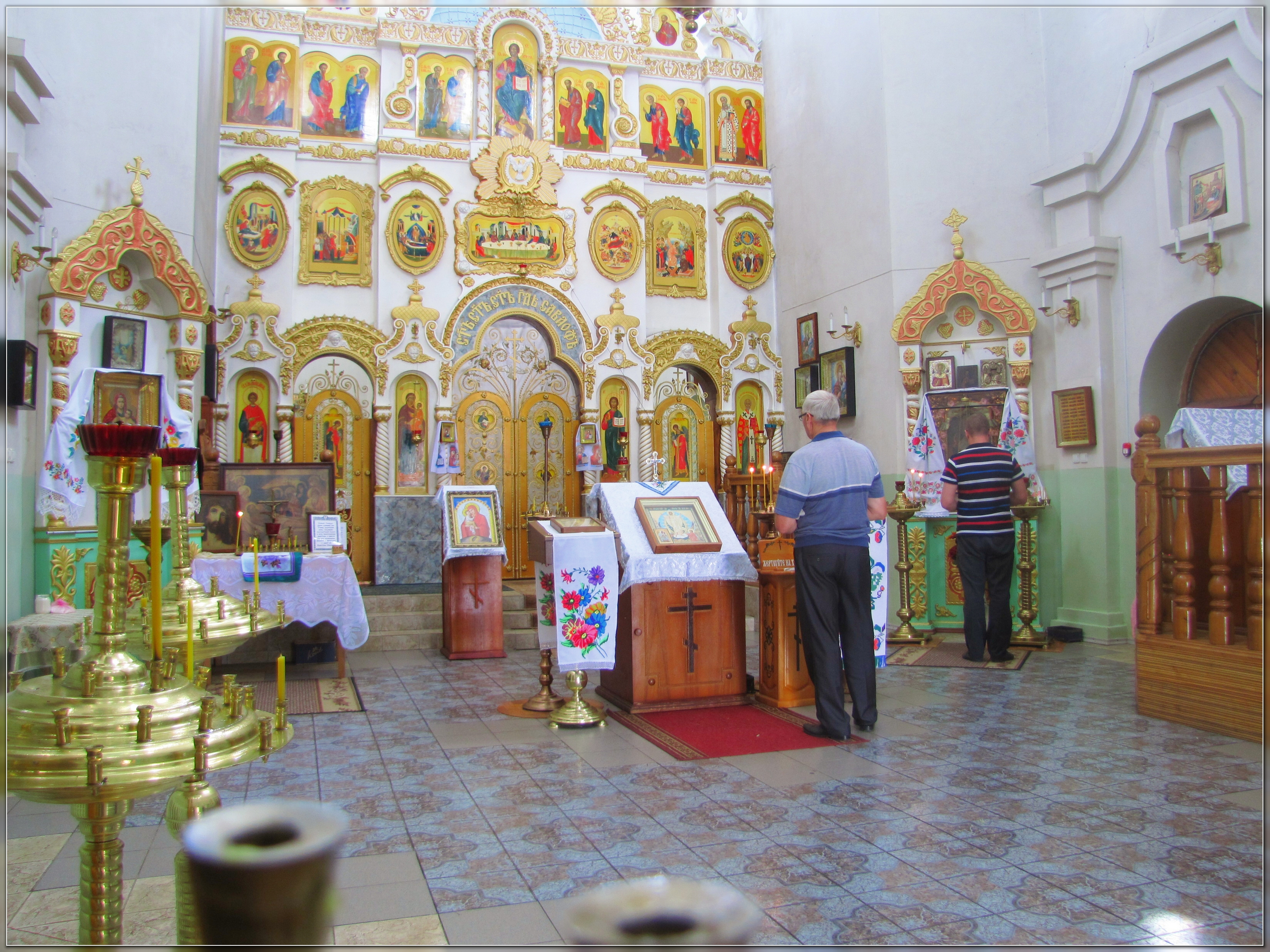
Убранство Свято-Николаевского храма.
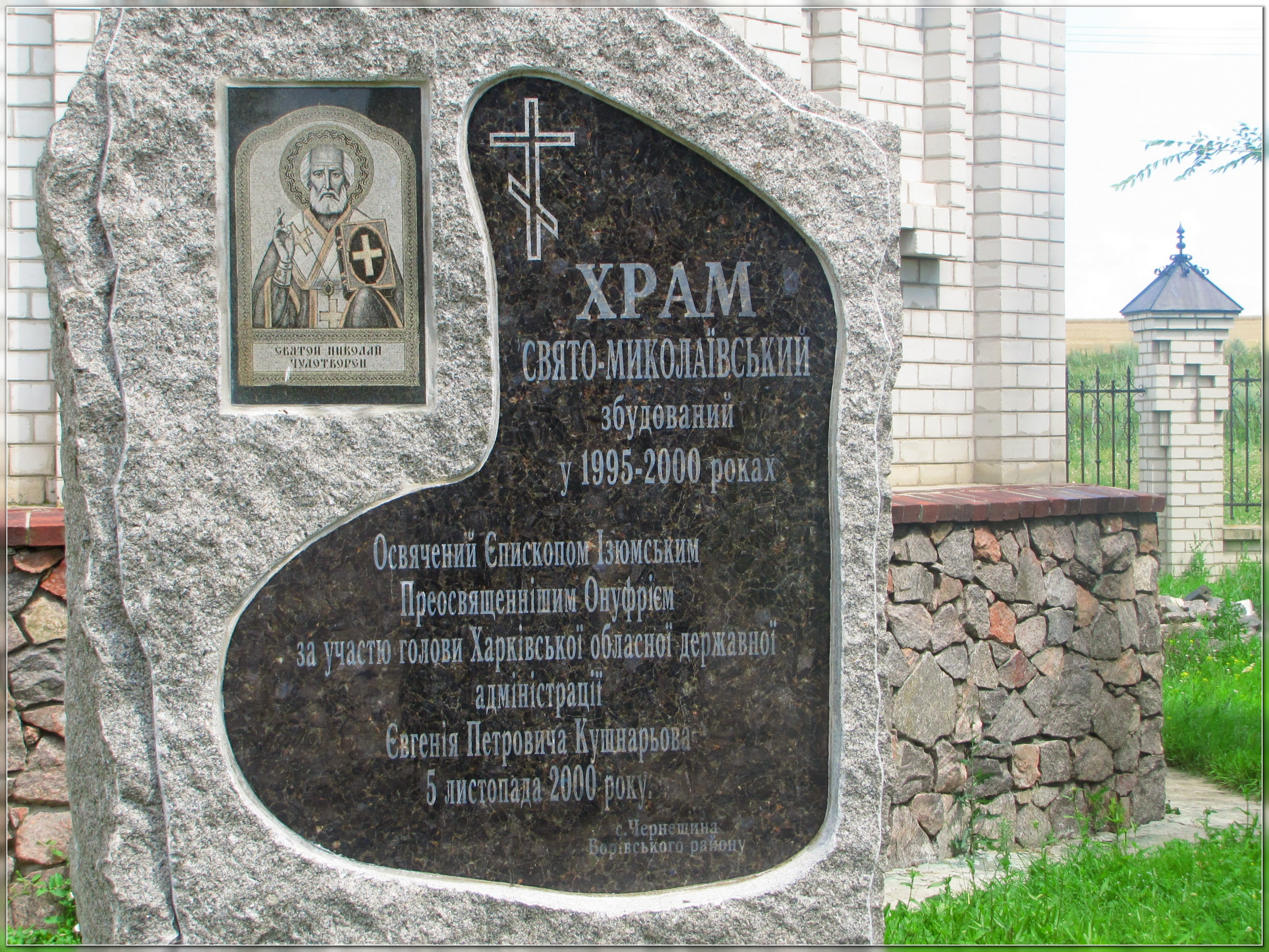
Памятный знак во дворе храма.
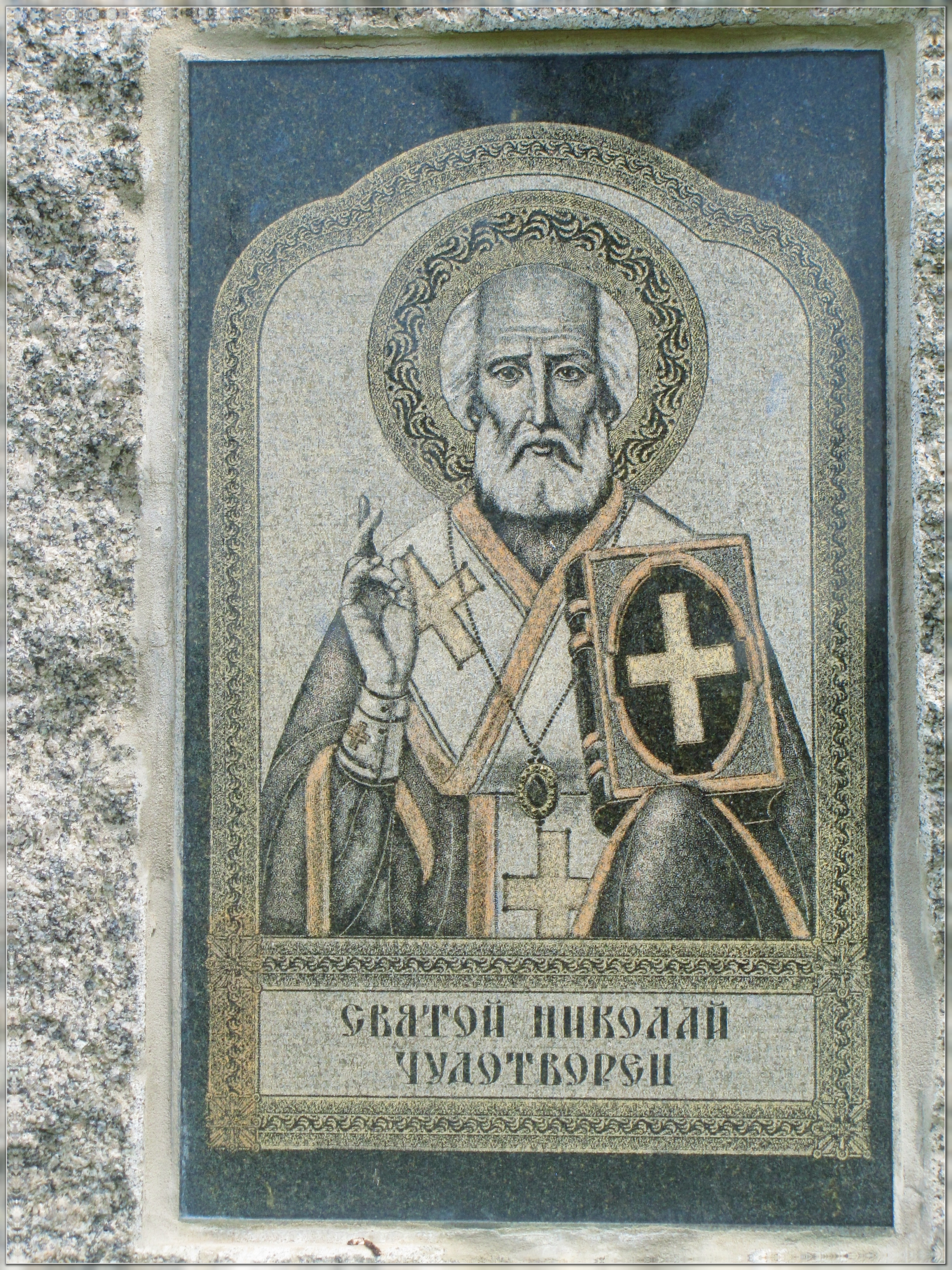
Икона святого Николая Чудотворца на памятном знаке
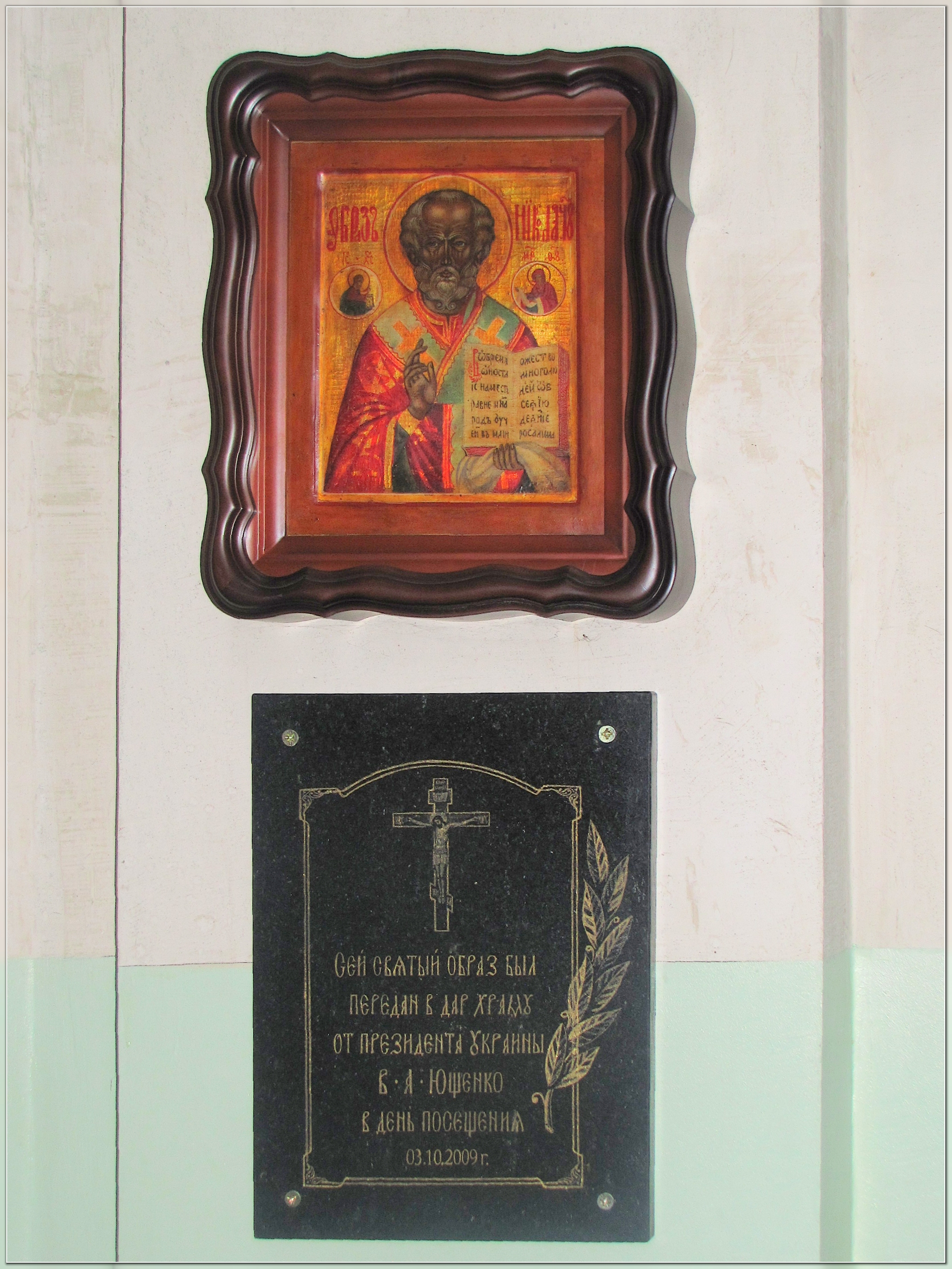
Икона святого Николая Чудотворца в Свято-Николаевском храме
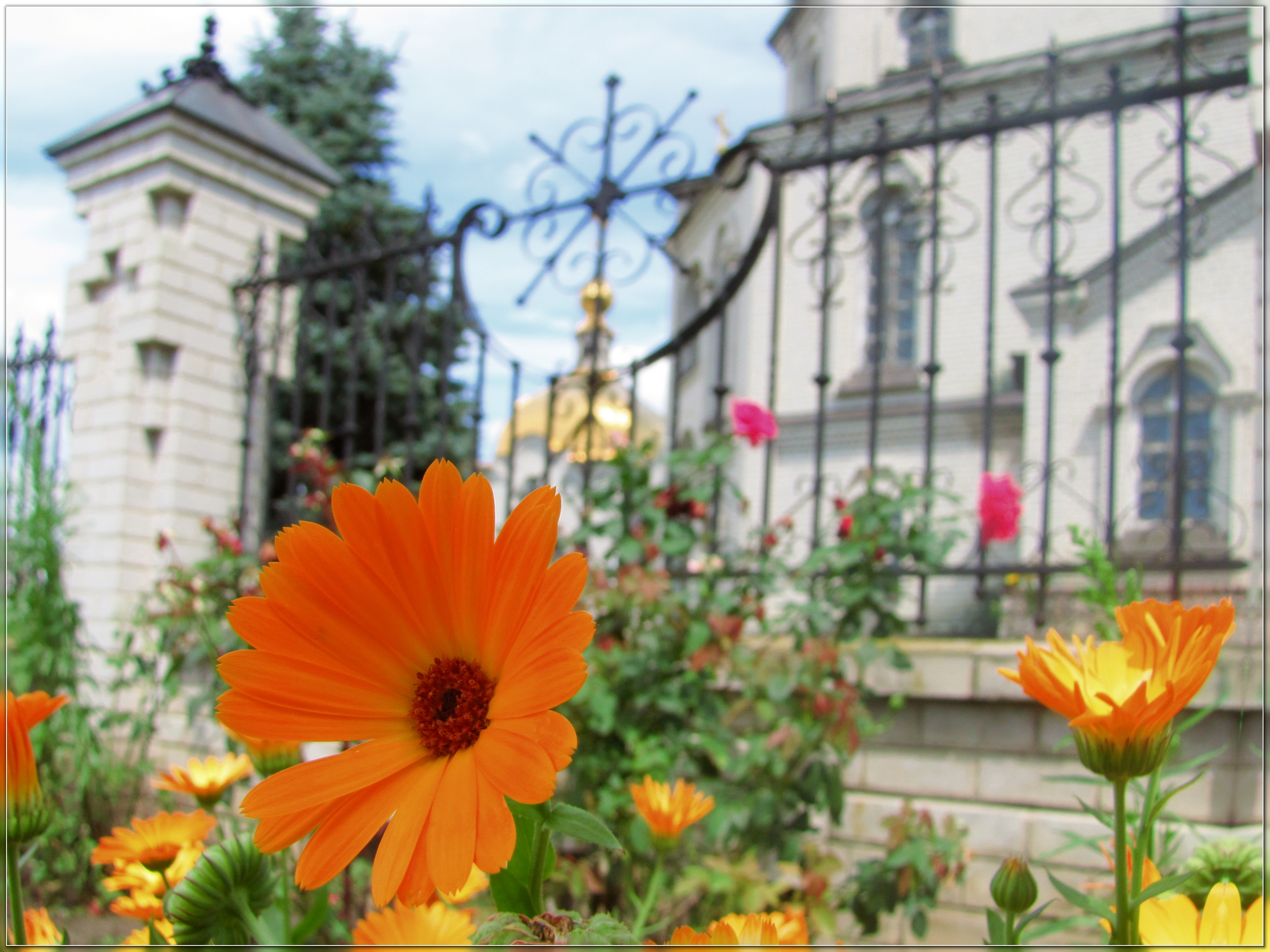
Во дворе храма

## Рекомендованная литература
- Ибрагимова А. Р., Дюкарев В. П. Твой Храм. — Х.: Факт, 2005—232 с. — ISBN 966-637-257-6